# Philippine Airlines
Philippine Airlines er Filippinernes nationale flyselskab. Selskabet blev grundlagt i 1941 og har over 60 destinationer.